# Mizija
Mizija (grčki: Μυσία, Mysìa) je bila povijesna pokrajina na sjeverozapadnoj obali Male Azije. 

## Zemljopis
Nalazila se na južnim obalama Mramornog mora. Na zapadu se doticala Egejskog mora. Kopnena granica je bila promjenljiva, no bitno je da je graničila s Lidijom na jugu te Frigijom i Bitinijom na istoku. Mizija je bila više fizička, nego politička jedinica. Obuhvaćala je Eolidu, Troadu i krajeve u neposrednom susjedstvu Pergama.

## Povijest
Homer spominje Mizijce (po kojima je pokrajina dobila ime) kao saveznike Trojanaca. Po svemu sudeći je Homerova Mizija znatno manja opsega nego povijesna Mizija. Nije se prostirala sjeverno do Helesponta niti do Proponta. Ne spominje nikakve gradove niti ikakve biljege. Iz Ilijade nije jasno gdje se Homerova Mizija uopće nalazila, iako je vjerojatno da je bila negdje između Troada (sjeverozapadno od Mizije) i Lidije/Meonije (prema jugu).